# Danny Rose z Broadwaya
Danny Rose z Broadwaya (angleško Broadway Danny Rose) je ameriški črno-beli komični film iz leta 1984, ki ga je režiral in zanj napisal scenarij Woody Allen. V glavnih vlogah poleg njega nastopata še Mia Farrow in Nick Apollo Forte. Zgodba govori o nesrečnem gledališkem agentu iz naslova (Allen), ki se vplete v ljubezenski trikotnik, zaradi česar se zaplete z mafijo. 
Film je bil premierno prikazan v netekmovalnem delu Filmskega festivala v Cannesu leta 1984 in je prejel dobre ocene kritikov. Allen je bil nominiran za oskarja za najboljšo režijo in scenarij, za slednje je bil nominiran tudi za nagrado BAFTA in je osvojil nagrado Združenja ameriških filmskih in TV scenaristov. Mia Farrow je bila nominirana za Zlati globus za najboljšo igralko v komediji ali muzikalu.

## Vloge
- Woody Allen kot Danny Rose
- Mia Farrow kot Tina Vitale
- Nick Apollo Forte kot Lou Canova
- Sandy Baron
- Corbett Monica
- Jackie Gayle
- Morty Gunty
- Will Jordan
- Howard Storm
- Gloria Parker kot impresarij
- Jack Rollins
- Milton Berle
- Howard Cosell
- Joe Franklin
- Gerald Schoenfeld kot Sid Bacharach
- Craig Vandenburgh kot Ray Webb
- Herb Reynolds kot Barney Dunn
- Edwin Bordo kot Johnny Rispoli
- Gina DeAngelis kot Johnnyjeva mati
- Paul Greco kot Vito Rispoli
- Frank Renzulli kot Joe Rispoli